# Йованович, Жарко
Жарко Йованович (серб. Жарко Јовановић; 26 декабря 1925, Белград — 25 марта 1985, Париж) — сербский музыкант и композитор цыганского происхождения. Сочинил гимн цыганской общины — Джелем, Джелем. Член музыкальной группы «Ансамбль Жарко Йовановича», секретаря по культуре Международного комитета цыган.

## Биография
Йованович родился в районе Батайница на окраине Белграда в 1925 году. Во время Второй мировой войны он был заключен в три концентрационных лагеря. Позже он вступил в Югославскую народно-освободительную армию. Йованович потерял большую часть своей семьи во время войны. Он переехал в Париж 21 февраля 1964 года. Йованович был известным цыганским активистом. Он принял участие в первых двух конгрессах цыган: в 1971 году под Лондоном и в 1978 году в Женеве. На 2-м Конгрессе цыган он стал министром цыганской культуры. Во время пребывания во Франции он стал известен игрой на балалайке. Йованович умер в Париже в 1985 году.

## Личная жизнь
У Жарко есть три сына: Слободан, Петр и Драгомир.